# Ігнац Земмельвейс
Ігна́ц Фі́ліп Зе́ммельвейс (нім. Ignaz Philipp Semmelweis, угор. Semmelweis Ignác Fülöp; 1 липня 1818, Буда — 13 серпня 1865, Деблінг під Віднем) — угорський акушер-гінеколог, професор, один із засновників асептики.

## Біографія
Закінчив Віденський університет зі спеціалізацією з хірургії й акушерства. У 1846—1850 роках працював у Відні в пологовому будинку. У 1851 році переїхав до Пешта, де очолив лікарню Святого Роха. З 1855 року також професор Будапештського університету.
Земмельвейс намагався зрозуміти причини післяпологової гарячки (сепсису) в багатьох породіль — і, зокрема, того факту, що летальність при пологах у лікарні на 30—50 % перевершувала летальність при домашніх пологах. У 1847 році він припустив, що інфекцію приносять з інфекційного та патологоанатомічного відділень лікарні. Лікарі в той час багато практикували в прозекторській і приймати пологи часто прибігали просто від мерця, витерши руки носовими хустками. Земмельвейс зобов'язав персонал лікарні перед маніпуляціями з вагітними і породіллями знезаражувати руки зануренням їх у розчин хлорного вапна. Завдяки цьому летальність серед жінок і новонароджених впала більш ніж усемеро — з 18 до 2,5 %.
Однак гіпотеза Земмельвейса не знайшла швидкого визнання. Мало того, впровадження його відкриття зустрічало всілякі перешкоди. Відкриття Земмельвейса викликало різку хвилю критики як його відкриття, так і його самого — колеги підіймали Земмельвейса на сміх і навіть цькували його. Директор клініки, доктор Кляйн, заборонив Земмельвейсу публікувати статистику зменшення летальності після впровадження стерилізації рук і вигнав його з роботи, попри те, що післяпологова летальність у клініці різко впала. Мало того, Кляйн заявив, що «вважатиме таку публікацію доносом». Земмельвейс писав листи провідним лікарям, виступав на лікарських конференціях, на власні кошти організовував навчання лікарів свого методу, видав окрему працю «Етіологія, сутність і профілактика пологової гарячки» (нім. Die Aetiologie, der Begriff und die Prophylaxis des Kindbettfiebers) у 1861 році. Однак за життя його метод так і не заслужив жодного широкого визнання, а по всьому світові тривала загибель породіль через післяпологовий сепсис.
| Рік  | Кіл-ть пологів | Кіл-ть смертей | Відсоток (%) | Коментарі                                                      |
| 1784 | 284            | 6              | 2,1          | Патологоанатомічні дослідження не проводилися                  |
| 1785 | 899            | 13             | 1,4          |                                                                |
| 1786 | 1151           | 5              | 0,4          |                                                                |
| 1787 | 1407           | 5              | 0,4          |                                                                |
| 1788 | 1425           | 5              | 0,4          |                                                                |
| 1789 | 1246           | 7              | 0,6          |                                                                |
| 1790 | 1326           | 10             | 0,8          |                                                                |
| 1791 | 1395           | 8              | 0,6          |                                                                |
| 1792 | 1579           | 14             | 0,9          |                                                                |
| 1793 | 1684           | 44             | 2,6          |                                                                |
| 1794 | 1768           | 7              | 0,4          |                                                                |
| 1795 | 1798           | 38             | 2,1          |                                                                |
| 1796 | 1904           | 22             | 1,2          |                                                                |
| 1797 | 2012           | 5              | 0,2          |                                                                |
| 1798 | 2046           | 5              | 0,2          |                                                                |
| 1799 | 2067           | 20             | 1,0          |                                                                |
| 1800 | 2070           | 41             | 2,0          |                                                                |
| 1801 | 2106           | 17             | 0,8          |                                                                |
| 1802 | 2346           | 9              | 0,4          |                                                                |
| 1803 | 2215           | 16             | 0,7          |                                                                |
| 1804 | 2022           | 8              | 0,4          |                                                                |
| 1805 | 2112           | 9              | 0,4          |                                                                |
| 1806 | 1875           | 13             | 0,7          |                                                                |
| 1807 | 925            | 6              | 0,6          |                                                                |
| 1808 | 855            | 7              | 0,8          |                                                                |
| 1809 | 912            | 13             | 1,4          |                                                                |
| 1810 | 744            | 6              | 0,8          |                                                                |
| 1811 | 1050           | 20             | 1,9          |                                                                |
| 1812 | 1419           | 9              | 0,6          |                                                                |
| 1813 | 1945           | 21             | 1,1          |                                                                |
| 1814 | 2062           | 66             | 3,2          |                                                                |
| 1815 | 2591           | 19             | 0,7          |                                                                |
| 1816 | 2410           | 12             | 0,5          |                                                                |
| 1817 | 2735           | 25             | 0,9          |                                                                |
| 1818 | 2568           | 56             | 2,2          |                                                                |
| 1819 | 3089           | 154            | 5,0          |                                                                |
| 1820 | 2998           | 75             | 2,5          |                                                                |
| 1821 | 3294           | 55             | 1,7          |                                                                |
| 1822 | 3066           | 26             | 0,8          |                                                                |
| 1823 | 2872           | 214            | 7,5          | Початок проведення патологоанатомічних досліджень              |
| 1824 | 2911           | 144            | 4,9          |                                                                |
| 1825 | 2594           | 229            | 8,8          |                                                                |
| 1826 | 2359           | 192            | 8,1          |                                                                |
| 1827 | 2367           | 51             | 2,2          |                                                                |
| 1828 | 2833           | 101            | 3,6          |                                                                |
| 1829 | 3012           | 140            | 4,6          |                                                                |
| 1830 | 2797           | 111            | 4,0          |                                                                |
| 1831 | 3353           | 222            | 6,6          |                                                                |
| 1832 | 3331           | 105            | 3,2          |                                                                |
| 1833 | 3737           | 197            | 5,3          |                                                                |
| 1834 | 2657           | 205            | 7,7          |                                                                |
| 1835 | 2573           | 143            | 5,6          |                                                                |
| 1836 | 2677           | 200            | 7,5          |                                                                |
| 1837 | 2765           | 251            | 9,1          |                                                                |
| 1838 | 2987           | 91             | 3,0          |                                                                |
| 1839 | 2781           | 151            | 5,4          |                                                                |
| 1840 | 2889           | 267            | 9,2          |                                                                |
| 1841 | 3036           | 237            | 7,8          | Поділ клінік                                                   |
| 1842 | 3287           | 518            | 15,8         | Далі цифри стосуються лише першої клініки                      |
| 1843 | 3060           | 274            | 9,0          |                                                                |
| 1844 | 3157           | 260            | 8,2          |                                                                |
| 1845 | 3492           | 241            | 6,9          |                                                                |
| 1846 | 4010           | 459            | 11,4         |                                                                |
| 1847 | 3490           | 176            | 5,0          | Обробка рук розчином хлорного вапна почалася у середині травня |
| 1848 | 3556           | 45             | 1,3          |                                                                |
| 1849 | 3858           | 103            | 2,7          | Земмельвейс пішов із клініки в березні                         |

Ідея Земмельвейса викликала таке сильне несприйняття, що лікарське співтовариство не переконало навіть самогубство німецького лікаря Густава Міхаеліса, який одним із перших застосував на практиці ідеї Земмельвейса і домігся зниження летальності серед своїх пацієнток, але наклав на себе руки через усвідомлення власної нездатності змінити загальну думку лікарської спільноти і смерть близької людини від післяпологової гарячки.

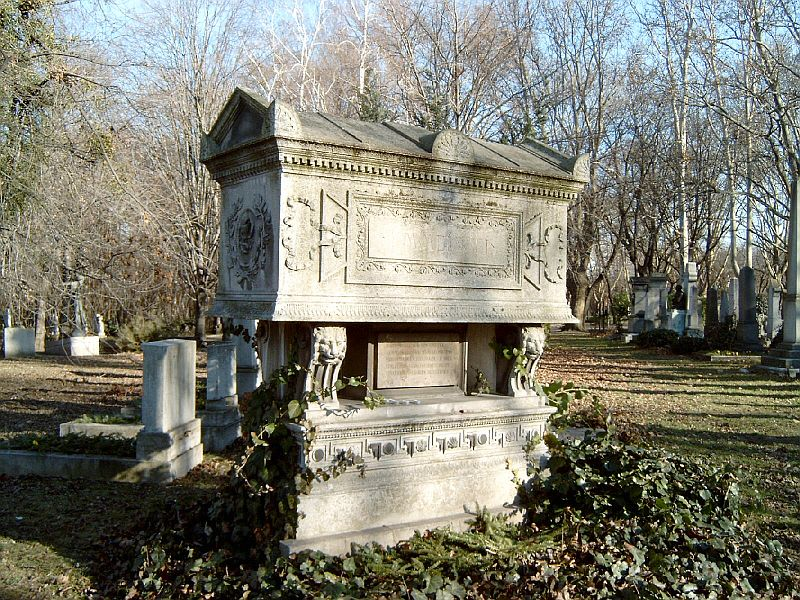
Могила Земмельвейса в Будапешті

Протягом кількох років Земмельвейс страждав на психічне захворювання. Є дані, що його колега з Пештського університету і сімейний лікар Янош Баласса склав документ, згідно з яким було рекомендовано направити Земмельвейса в психіатричну лікарню. 30 липня 1865 року Фердинанд Ріттер фон Гебра обманом заманив його відвідати божевільню в Деблінгу під Віднем. Коли Земмельвейс усе зрозумів і спробував утекти, співробітники лікарні побили його, одягли в гамівну сорочку і помістили в темну кімнату. Як лікування йому призначили проносне і обливання холодною водою.
Зацькований Земмельвейс закінчив своє життя в психлікарні, де на тлі загострення захворювання був жорстоко побитий медичним персоналом і помер від того ж сепсису, від якого помирали жінки-породіллі до його відкриття. Похований на будапештському цвинтарі Керепеші.

## Пам'ять
Своє відкриття Ігнац Земмельвейс зробив на 18 років раніше від Джозефа Лістера. Піонерська роль Земмельвейса у винаході та впровадженні асептики була визнана тільки після його смерті.
- Ім'ям Земмельвейса названий Будапештський університет медицини і спорту.
- У 1906 році в Будапешті на пожертви лікарів усього світу Земмельвейсу встановили пам'ятник, на якому написано — «Рятівникові матерів» (скульптор Алайош Штробль).
- У будинку, де в Будапешті жив Земмельвейс, працює Музей історії медицини Земмельвейса.
- У психології є термін «Рефлекс Земмельвейса», яким позначають заперечення нових даних на підставі того, що вони суперечать усталеним уявленням.
- Зображений на поштових марках Угорщини 1965, ФРН 1956 і Австрії 1965 року.